# Ipiranga (distrito de São Paulo)
Ipiranga es un distrito situado en la zona sudeste de la ciudad de São Paulo, Brasil, administrado por la subprefectura de Ipiranga.
En este barrio está localizado el Parque de la Independencia, lugar donde, según consta, el Emperador Don Pedro I de Brasil proclamó la independencia de Brasil; y el Museo de Ipiranga, construido con una majestuosa arquitectura de estilo clásico, que guarda un gran número de reliquias del período colonial brasileño. También, en este barrio se encuentra el Museo de Zoología de São Paulo y el Archivo Metropolitano de São Paulo.

### Asuntos actuales
Actualmente, el distrito vive un intenso desarrollo, con la construcción de las estaciones de metro Alto do Ipiranga y Sacomã (dos de las más modernas de la ciudad), la llegada del Expresso Tiradentes a la Avenida do Estado y una gran especulación inmobiliaria, con la construcción de varios edificios (verticalización), la mayoría de ellos residenciales.

### Distritos limítrofes
- Cambuci (norte)
- Mooca (noreste)
- Vila Prudente (este)
- Sacomã (sur)
- Cursino (suroeste)
- Vila Mariana (oeste)